# Avion Shopping Park
Avion Shopping Park je skupina velkých obchodních center v České republice, vlastněná obchodní skupinou Inter IKEA Centre Group.
V současnosti se nákupní centra Avion nacházejí v těchto městech:
- Avion Shopping Park Bratislava
- Avion Shopping Park Brno
- Avion Shopping Park Ostrava
- Avion Shopping Park Praha-Zličín